# Yvan Bordeleau
Pour les articles homonymes, voir Bordeleau.
Yvan Bordeleau (né le 19 février 1942 à La Sarre) est un psychologue, professeur et homme politique québécois. Il a été député libéral de la circonscription d'Acadie à l'Assemblée nationale du Québec de 1989 à 2007.
Le fonds d'archives d'Yvan Bordeleau est conservé au centre d'archives de Montréal de Bibliothèque et Archives nationales du Québec.

## Biographie
Il est le fils de Paulin Bordeleau et de Lillian Petit.  Il étudie au collège Mont-Saint-Louis de 1954 à 1963 et à l'Université de Montréal. Il obtient un doctorat en psychologie industrielle et organisationnelle en 1973.  De 1968 à 1971, il enseigne à l'école des hautes études commerciales de Montréal.  De 1971 à 1998, il est professeur au département de psychologie de l'université de Montréal, département dont il est le directeur de 1987 à 1989.

### Politique
Lors de l'élection générale québécoise de 1989, il est candidat du parti libéral du Québec et il est élu député de la circonscription d'Acadie à l'Assemblée nationale du Québec. Il y est réélu lors des élections générales suivantes, soit celles de 1994, de 1998 et de 2003. Il ne se représente pas lors de l'élection générale de 2007.

### Vie après la politique
Yvan Bordeleau s'implique dans le Cercle des ex-parlementaires de l'Assemblée nationale du Québec en tant qu'administrateur de 2009 à 2015, vice-président en 2015 et 2016, président de 2016 à 2018, puis en tant que président sortant de 2018 à 2020. 

### Distinctions et prix
Il est récipiendaire, en 2021, du prix Jean-Noël-Lavoie remis par le Cercle des ex-parlementaires de l'Assemblée nationale du Québec.  

### Publication
- La démocratie, une affaire de tous, Montréal, (Québec), Canada, Éditions Liber, 2012, 296 p.  (ISBN 978-2-89578-354-1)